# پیل سوختی اسید فسفریک
پیل سوختی فسفریک اسید (PAFC) گونه‌ای از پیل‌های سوختی است که از فسفریک اسید مایع به عنوان الکترولیت استفاده می‌کند. اولین نوع پیل‌های سوختی که تجاری‌سازی شدند این پیل‌ها بودند. در میانهٔ دههٔ ۶۰ میلادی توسعه یافتند و در ده ۷۰ میلادی محقاقان شروع به تست‌های میدانی این پیل‌ها کردند و پارامترهایی مانند ثبات کارایی و هزینه پیشرفت‌های چشمگیری داشتند. این مشخصه‌ها پیل‌های سوختی فسفریک اسیدی را به یک گزینه جذاب برای استفاده سریع و با ثبات برای کاربردهای ثابت تبدیل کرد.

طرحواره از سازوکار پیل سوختی (دادوستد پروتون)

## طراحی
در طراحی این پیل‌ها الکترولیت، اسید فسفریک(H3PO4) خالص یا با غلظت بالاست که در ماتریس زمینه کاربید سیلسیوم(SiC) قرار گرفته. دمای کاری این پیل‌ها بین بازه ۱۵۰ تا ۲۱۰درجه سلسیوس می‌باشد. الکترودها نیز از جنس صفحات کربنی پوشش‌دهی شده با پراکنده‌گی و ریزدانه‌گی بالا برروی کاتالیست پلاتینیومی ساخته می‌شوند.

## واکنش‌های الکترود
واکنش آنود: -2H2(g) → 4H+ + 4e
واکنش کاتد: O2(g) + 4H+ + 4e‾ → 2H2O
واکنش کلی سلول پیل سوختی: 2H2 + O2 → 2H2O

## مزایا و معایب
- با محدوده دمایی ۱۵۰ تا ۲۰۰ درجه سانتیگراد، آب تولید شده توسط این پیل سوختی می‌تواند به بخار برای گرمایش هوا و آب به‌طور همزمان (نیروگاه حرارتی و برق) تبدیل شود. این ویژگی نوآورانه پتانسیل افزایش بهره‌وری کلی این پیل‌های سوختی تا ۷۰ درصد را دارد.[۲]
- این پیل سوختی همچنین در برابر دی‌اکسید کربن (CO2) بسیار مقاوم هستند، این امر آنها را قادر می‌سازد تا با سوخت‌هایی که حاوی تا ۱٫۵ درصد CO2 هستند به‌طور مؤثر کار کنند. این سازگاری گسترده با سوخت‌ها محدوده کاربردهای بالقوه این نوع پیل سوختی‌ها را گسترش می‌دهد. با این حال، اگر بنزین به عنوان منبع سوخت استفاده شود، باید ناخالصی‌های گوگرد قبل از استفاده برداشته شوند تا از اثرات نامطلوب جلوگیری شود.[۳]
- در دمای پایین‌تر، اسید فسفریک، الکترولیت مورد استفاده در این پیل سوختی، هدایت یونی کاهش یافته‌ای دارد، که منجر به مسمومیت قابل توجه کاتالیزور الکتروشیمیایی پلاتین در آند می‌شود. این چالش به ویژه هنگامی که CO در مخلوط سوخت وجود دارد، مشهود است.[۴]

ازجمله محدودیت‌های این پیل سوختی نسبت به سایر انواع سلول‌های سوختی مانند سلول‌های سوختی با غشا تبادل پروتون (PEMFCs) و سلول‌های سوختی قلیایی (AFCs) تحمل CO بسیار بهتری دارند.